# Едуард фон Бем-Ермолі
Барон Едуард фон Бем-Ермолі (нім. Eduard von Böhm-Ermolli; 12 лютого 1856, Анкона — 9 грудня 1941, Опава) — австрійський воєначальник, фельдмаршал австро-угорської армії, учасник Першої світової війни. У 1938 році отримав почесне звання генерал-фельдмаршала Вермахту, став єдиним австрійським вищим воєначальником, чий ранг був підтверджений Третім Рейхом.

## Біографія

### Ранні роки
Едуард Бем народився 12 лютого 1856 року в італійському місті Анконі (Папська держава). Його батько Георг Бем, кадровий військовик та колишній старший унтер-офіцер і кавалер «Срібної медалі за хоробрість», що був нагороджений за мужність в битві при Новарі під час кампанії в Італії в 1849, й перебував разом з невеликим підрозділом австрійського війська. Вийшовши на пенсію у вересні 1885 майором, Георгу Бему було даровано аристократичний титул і члени родини отримали прізвище фон Бем-Ермолі, друга частина якого походить від дошлюбного прізвища матері Едуарда.
Вирішивши продовжити батькову справу, Едуард закінчив кадетську школу в Санкт-Пельтені, а згодом — Терезіанську військову академію у Вінер-Нойштадті. 1 вересня 1875 року, отримавши звання лейтенанта, розпочав військову службу в 4-му драгунському полку, що був розквартирований у Вельсе (Wels). Згодом поступив на навчання до Академії Генштабу, після чого почав робити стрімку кар'єру. З листопада 1878 служив у Генштабі, дедалі служив в штабі 21-ї піхотної бригади в Лембергу (Lemberg, тепер Львів), з травня 1897 року командир 3-го уланського полку (Гродек) (Grodek, тепер Городок в Львівській області). З квітня 1901 — командир 16-ї кавалерійської бригади (Пресбург, сучасна Братислава). У листопаді 1903 призначений командиром 7-ї кавалерійської дивізії (Краків). З квітня 1909 командир 12-ї піхотної дивізії. 1 листопада 1911 року був призначений командувачем 1-го армійського корпусу, штаб якого розташовувався у Кракові.
Військове звання (ранг) генерал-майора отримав 1 травня 1903, фельдмаршала-лейтенанта — 1 листопада 1907, генерала кавалерії — 1 травня 1912.

### Перша світова війна
Після початку Першої світової війни і оголошення мобілізації під командування Едуарда фон Бем-Ермолі було передано 2-гу армію, яку передбачалося розгорнути на сербському фронті. До складу армії входили IV (ген. К. Терстянськи фон Надас), VII (ген. О. Мейкснер фон Цвейенштамм) і IX (ген. Л. фон Хорштейн) армійські корпуси, а також дві піхотні та 10-та кавалерійська (фельдмаршал-лейтенант Майр) дивізії. Однак після оголошення мобілізації в Російській імперії армію було оперативно перекинуто на територію Галичини.

Чекаючи перевезення, частини армії Бем-Ермолі деякий час займали позиції по Саві і Дунаю, але робили лише пасивний вплив на хід військових дій, оскільки 4 серпня їм було категорично заборонено форсувати ці річки. Перебазування армії пройшло протягом серпня та 12(25) серпня її частини, що вивантажилися в Станіславові і Стрию, були поповнені частиною військ з групи Ф. Куммера. Армія отримала завдання забезпечити проведення контрудару 3-ї армії ген. Р. Брудермана. До 13(26) серпня армія Бем-Ермолі, маючи всього 2,5 піхотних і 2 кавалерійських дивізії, утримувала фронт довжиною 70 км і проти неї діяло понад 13,5 російських дивізій.

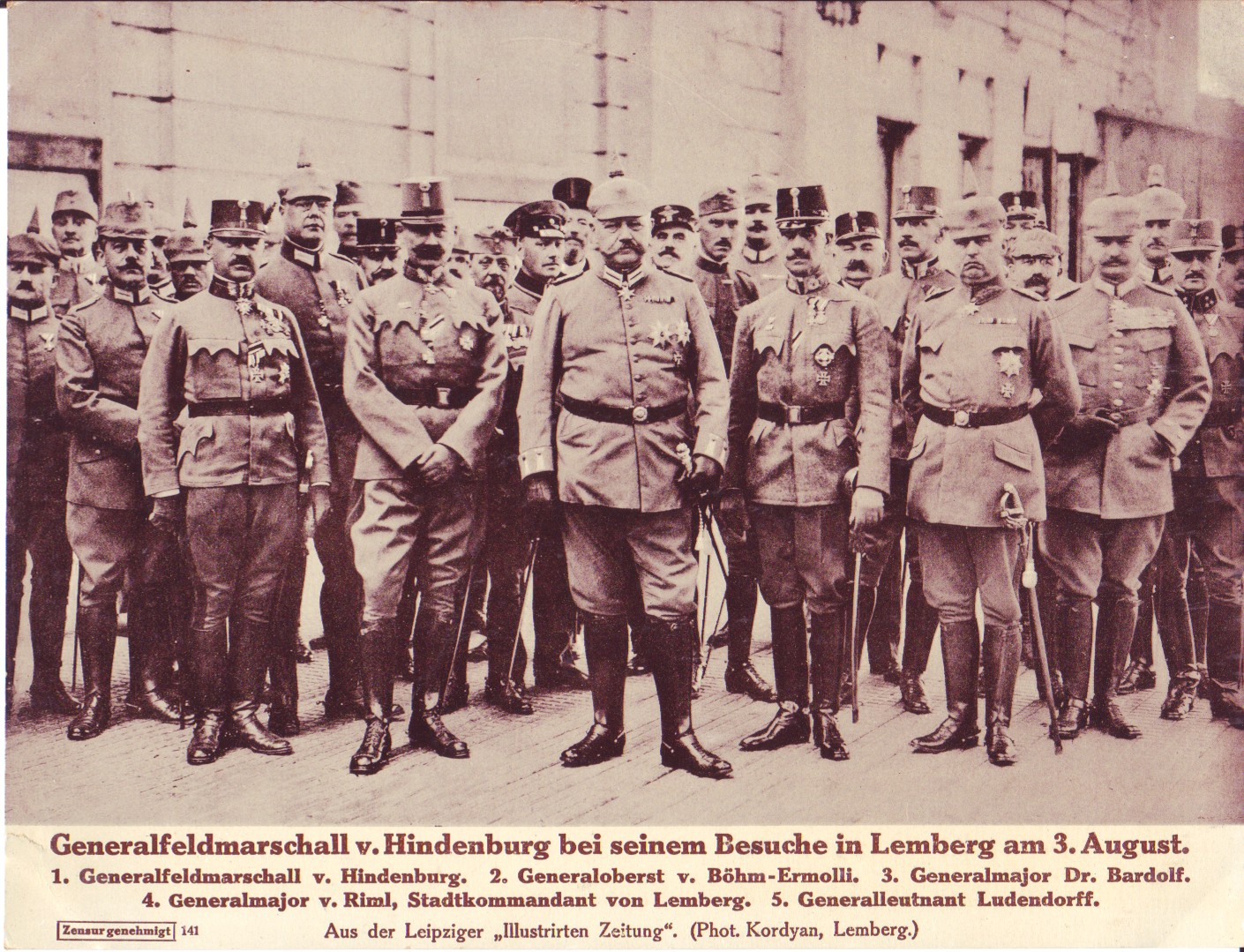
Едуард фон Бем-Ермолі серед німецьких та австро-угорських генералів у зайнятому Львові, 1915.

До 16(29) серпня армія була поповнена прибулими з Сербії дивізіями і групою ген. Г. Кевесса фон Кевессгаза. В ході Галицької битви (серпень 1914) армія Бем-Ермолі зазнала поразку від 3-ї і 8-ї російських армій. 21 серпня (3 вересня) армія зосереджена по нижній течії Верещици і отримала завдання наступати на Львівському напрямку. 27 серпня (9 вересня) 1914 Бем-Ермолі отримав наказ наступати (спільно з 3-ю і 4-ю арміями) на Львів, проте через важкий стан, в який попала 4-та армія, а також через відсутність позитивних результатів на фронтах 2-ї і 3-ї армій 30 серпня (12 вересня) початий відхід австро-угорських військ за Сян.
У грудні 1914 під час Лодзької операції прикривав Прусську Сілезію. У січні 1915 під час боїв в Карпатах в армію Бем-Ермолі (що входив до групи армій, Р. фон Войрша) входили IV-й (ген. Терстянськи фон Надас) і XII-й (ген. Кевесс фон Кевессгаза) австрійські армійські корпуси, а також група ген. М. фон Гал'віца. У зв'язку з проривом російськими військами галіцийського фронту на ділянці Горлиці-Тарнів (травень 1915) Бем-Ермолі провів успішний наступ у напрямку Самбора, а 22 червня 1915 зайняв Львів.
З 15 вересня 1915 по 25 липня 1916 та з 4 жовтня 1916 по 21 січня 1918 головнокомандувач групою армій «Бем-Ермолі», що входила у фронт принца Леопольда Баварського, що воювали на теренах України.
Командував групою армій, до якої, крім його 2-ї австро-угорської армії, у різний час входили 3-тя австро-угорська армія, німецькі Південно-Західна та Південна армії. 1916 року війська фон Бем-Ермолі під тиском російського Південно-Західного фронту генерала Олексія Брусилова були змушені відступити на лінію Золочів-Стоянів. У 1917 році командував оборонною операцією проти наступу російських військ, скерованих Тимчасовим урядом.

### Дії на Українській землі
Після укладання Берестейського миру між Українською Народною Республікою та країнами Четверного Союзу, який передбачав надання останніми військової допомоги у боротьбі з частинами Червоної армії на українських землях, австро-угорські війська під командуванням фон Бем-Ермолі 27 лютого 1918 року розпочали наступ у напрямі Львів—Тернопіль—Жмеринка—Вапнярка—Одеса. Формування Червоної армії практично без боїв відступили у напрямку Донбасу.
Австро-угорські війська зайняли південні губернії УНР. За угодою з Німеччиною зона окупації австро-угорської армії охоплювала частину Волинської, Подільську, Херсонську і Катеринославську губернії, Миколаїв, Маріуполь і Ростов-на-Дону. У квітні 1918 року 2-гу австро-угорську армію було реорганізовано у Східну армію, а у травні того ж року фон Бем-Ермолі передав командування нею генералові Альфреду Краусу та повернувся додому, до міста Опава (Троппау) в Австрійській Сілезії. Наприкінці 1918 року вийшов у відставку.
Під час війни Едуард фон Бем-Ермолі отримав спочатку військове звання генерал-полковника (у травні 1916), а в січні 1918 — найвище військове звання Австро-Угорщини — фельдмаршал. У серпні 1917 року йому було даровано титул барона.

### Повоєнний період

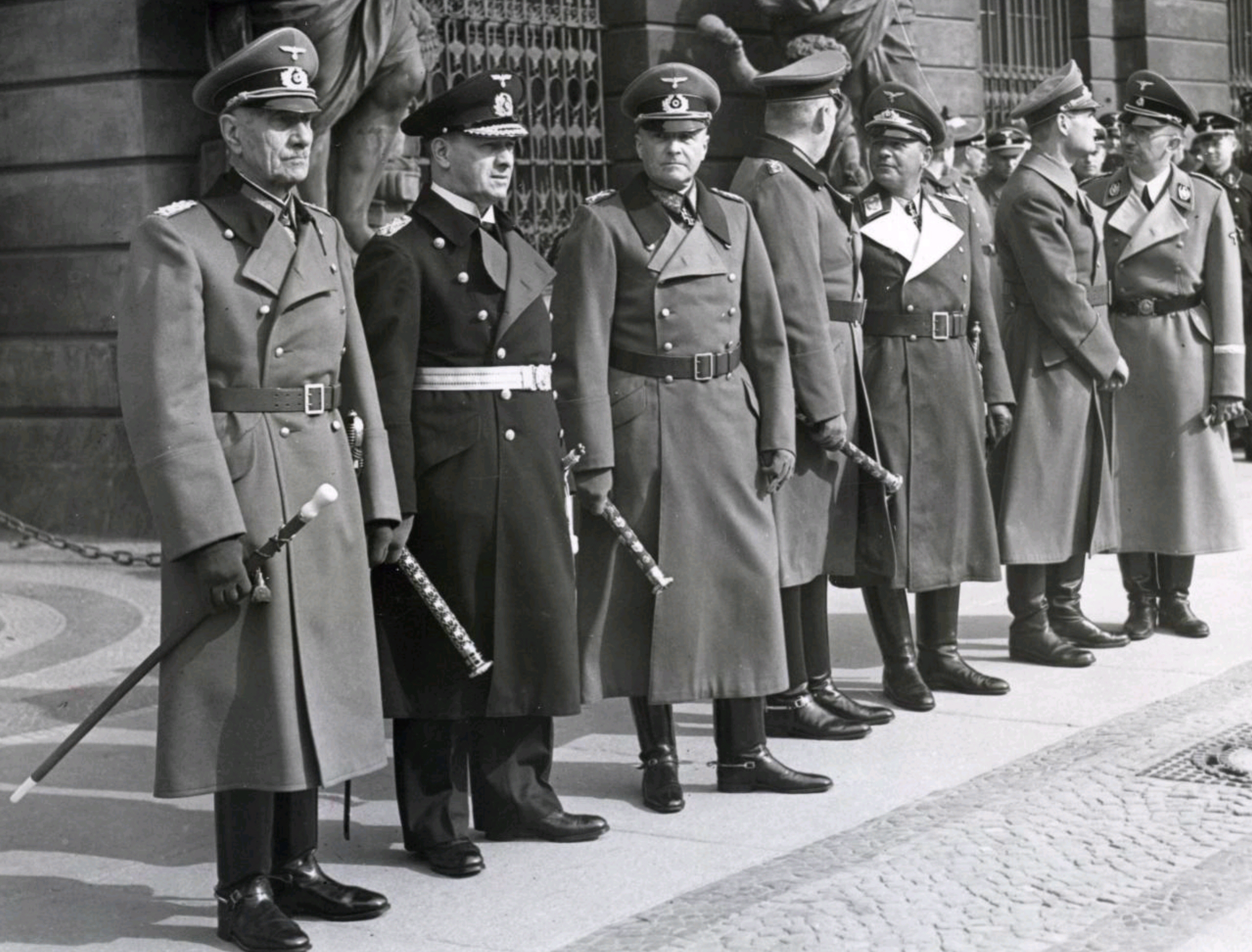
Генерал-фельдмаршал запасу фон Бем-Ермолі (крайній ліворуч) на заході з вшанування загиблих солдатів (Берлін, березень 1941).

Після завершення Першої Світової війни, одним з наслідків якої був розпад Австро-Угорської імперії, місто Опава, в якому мешкав фон Бем-Ермолі, увійшло до складу новоствореної Чехословаччини. Чехословацький уряд призначив відставному фельдмаршалу підвищену пенсію та надав право користуватися привілеями на рівні резервного генерала 1-го класу. 1928 року він отримав почесне звання генерала чехословацької армії.
1938 року, після окупації Судетської області німецькими військами, став підданим Третього Рейху та отримав почесне звання генерал-фельдмаршала Вермахту. Після смерті у грудні 1941 року був з військовими почестями похований у Відні.

## Звання
- Лейтенант (1 вересня 1875)
- Оберлейтенант (1 травня 1880)
- Гауптман 1-го класу (1 травня 1884)
- Майор (1 травня 1891)
- Оберстлейтенант (1 травня 1895)
- Оберст (24 квітня 1897)
- Генерал-майор (12 травня 1903)
- Фельдмаршал-лейтенант (29 жовтня 1907)
- Генерал кавалерії (29 квітня 1912)
- Генерал-полковник (7 травня 1916)
- Фельдмаршал (31 січня 1918)
- Генерал-фельдмаршал запасу (31 жовтня 1940)

## Нагороди
- Орден Червоного орла
  - 3-го класу (4 січня 1894)
  - великий хрест з мечами (30 травня 1918)
- Хрест «За військові заслуги» (Австро-Угорщина)
  - 3-го класу (15 жовтня 1895)
  - 1-го класу з військовою відзнакою (23 червня 1915)
- Ювілейна пам'ятна медаль 1898 (2 грудня 1898)
- Хрест «За вислугу років» (Австрія)
  - 3-го класу (25 років) (18 серпня 1900)
  - 2-го класу (40 років)
- Орден Залізної Корони
  - 3-го класу (9 квітня 1901)
  - 1-го класу з військовою відзнакою і мечами
- Ювілейний хрест (1908)
- Орден Корони (Пруссія) 1-го класу (16 січня 1910)
- Орден Леопольда (Австрія)
  - лицарський хрест (9 березня 1909)
  - великий хрест з військовою відзнакою (30 жовтня 1914)
  - мечі до великого хреста (1917/18)
- Пам'ятний хрест 1912/13
- Залізний хрест 2-го і 1-го класу (7 грудня 1914) — отримав 2 нагороди одночасно.
- Орден «За заслуги» (Баварія), великий хрест з мечами (28 червня 1915)
- Срібна і золота медаль «Імтияз» з шаблями (Османська імперія) (4 квітня 1916) — отримав 2 нагороди одночасно.
- Військова медаль (Османська імперія)
- Pour le Mérite з дубовим листям
  - орден (7 жовтня 1916)
  - дубове листя (27 липня 1917)
- Відзнака «За заслуги перед Червоним Хрестом», зірка заслуг з військовою відзнакою
- Велика золота медаль «За військові заслуги» (Австро-Угорщина) з мечами
  - медаль (18 січня 1917)
  - мечі (15 травня 1918)
- Військовий орден Марії Терезії, командорський хрест (28 липня 1917)
- Королівський угорський орден Святого Стефана, великий хрест (26 березня 1918)
- Орден Альберта (Саксонія), великий хрест із золотою зіркою і мечами (15 грудня 1917) — отримав 2 нагороди одночасно.
- Військовий орден Святого Генріха, лицарський хрест і командорський хрест 2-го класу (8 лютого 1918)
- Пам'ятна військова медаль (Австрія) з мечами
- Почесний хрест ветерана війни з мечами